# Sericoptera nigricornis
Sericoptera nigricornis là một loài bướm đêm trong họ Geometridae.